# المخارق التونسية (طبق)
المخارق هو طبق من المطبخ التّونسيّ التّقليديّ، ويعدّ عادة في مدينة باجة. المخارق هو نوع من دونات يباع على مدار العام، وخاصّة خلال شهر رمضان. اعتمادًا على الوصفة، يتمّ صنع المخارق والّذي يتمثّل في عجينة ناعمة مصنوعة من الدّقيق، السّمن والخميرة والبيض. ثم يتمّ ترك العجين لمدة تصل إلى 24 ساعة لتصبح عجينة ليّنة وخفيفة. ثمّ يتمّ قولبة العجين إلى كعكة مستديرة الشّكل وتقلى حتّى تصبح ذهبيّة اللّون. ثم تنقع في العسل أو في السّكر.

## هناك نوعين للمخارق
- المخارق العاديّة، مصنوعة من السّميد والطّحين والزّبدة والزّيت.
- المخارق الخاصّة، يطلق عليها اسم «المعذبة» في اللغة التّونسية لأنّها تحتاج إلى جهد كبير في التّصنيع، وهي مصنوعة من مكونات محددة كالسّمن والعسل والبيض.

طريقة تحضير المخارق التونسيّة:
هنالك عدّة طرق لتحضير المخارق التّونسيّة، وذلك بإضافة أو تغيير بعض من المكوّنات.
الطّريقة الأولى:

## المكونات[1]
- 500غ فرينة
- 25 غ خميرة
- ملعقة زبدة
- بيضة
- عسل أو شحور
- 1/2 ل ماء
- 750 غ سكر
- ليمونة

## طريقة التّحضير[2]
- يتمّ خلط جميع مقادير العجين مع كوب كبير من الماء الداّفئ، ثم يتمّ وضعه جانبًا لمدّة 5 ساعات.
- يتمّ تشكيل العجين إلى أسطوانات ثمّ تقلى في الزّيت السّاخن.
- بعد أن تجفّ قليلًا من زيتها تُغمس في العسل أو الشحور.

## المعلومات الغذائية[3]
تحتوي كلّ قطعة من المخارق التّونسيّة على المعلومات الغذائيّة التّالية:
| السّعرات الحراريّة    | 420 سعرة حرارية |
| إجمالي الدهون       | 23.3 غرام       |
| الدّهون المشبعة      | 3.2 غرام        |
| الكولسترول          | 42 ملليغرام     |
| الصّوديوم            | 34 ملليغرام     |
| إجمالي الكربوهيدرات | 44.6 غرام       |
| الألياف الغذائية    | 2.2 غرام        |
| إجمالي السّكر        | 0.9 غرام        |
| البروتين            | 7.7 غرام        |
| فيتامين د           | 4 ميكروغرام     |
| الكالسيوم           | 14 ملليغرام     |
| الحديد              | 3 ملليغرام      |
| البوتاسيوم          | 109 ملليغرام    |